# Tungiasis

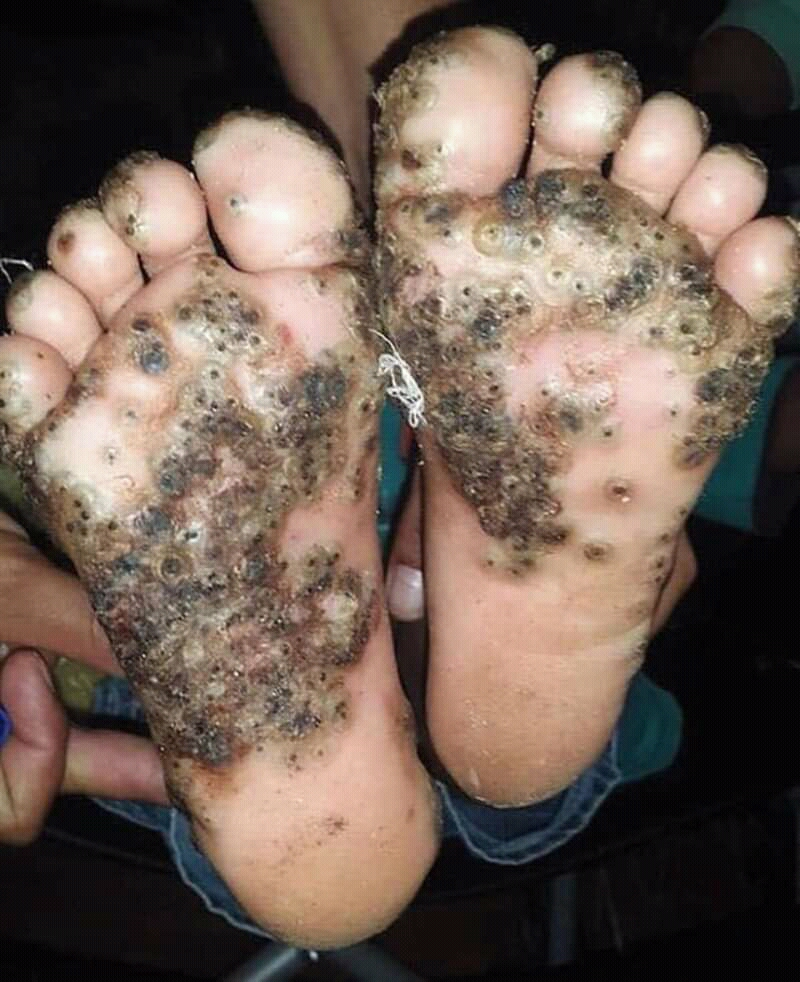

Tungiasis is een huidaandoening veroorzaakt door het vrouwtje van de zandvlo (Tunga penetrans) dat zich in de huid van vooral de voeten ingraaft. De aandoening komt vooral voor in tropische delen van Afrika, de Caraïben, Centraal en Zuid-Amerika, en India. De ziekte is endemisch in Nigeria en Trinidad en Tobago waar de prevalentie in de jaren 1980 van tungiasis onder kinderen de 40% benaderde.
De parasiet is bij ingraven ongeveer 1mm groot, maar groeit uit tot 1cm. Het ingegraven insect ademt door een gaatje in de hoornlaag van de huid, waardoor ook de eieren na een paar weken uitgestoten worden. Na circa drie weken sterft de parasiet, die in de huid verschrompelt en uiteindelijk wordt uitgestoten.
Aanvankelijk veroorzaakt tungiasis vooral jeuk, maar naarmate de parasiet groter wordt, zal de plek pijnlijk worden.
Zonder behandeling treden veelal secundaire infecties op; bacteriëmie, tetanus en gangreen komen voor.
Besmetting kan eenvoudig voorkomen worden door het dragen van dicht schoeisel aangezien de zandvlooien niet hoog kunnen springen.